# シュグ・ナイト
シュグ・ナイト（Suge Knight、Marion "Suge" Knight、1965年4月19日 - ）はアメリカの実業家、レコードプロデューサー。ヒップホップレーベル「デス・ロウ・レコード」の設立者であり元CEO。

## 経歴
カリフォルニア州コンプトン出身。
1991年、ドクター・ドレーと共にデス・ロウを設立。デス・ロウからは2パック、ドクター・ドレー、スヌープ・ドッグ等世界的ラッパーを輩出している。
ストリートギャングのブラッズのアソシエイト(関係者)で、敵対レーベルへの暴行、2パックやノトーリアス・B.I.G.の殺害事件への関与等、黒い噂は絶えない。ショーン・コムズを中心としたバッド・ボーイ・エンターテインメントと敵対関係にあった。1996年9月7日、マイク・タイソンの試合観戦後、何者かに銃撃され同行していた2パックは死亡、シュグ・ナイトも怪我を負った。2005年8月28日にはマイアミのナイトクラブで銃撃された。
2006年4月4日には、レーベルの所有権を含む資産保護のために破産保護申請を行った。
2014年、クリス・ブラウン主催のパーティーで銃撃され瀕死の重体となるが後に生還。
2015年1月29日、カリフォルニア州コンプトンでの映画『ストレイト・アウタ・コンプトン』の撮影現場にてアドバイザーを務めていたクレ・スローンと、ヘビーウェイトレコード設立者のテリー・カーターが乗った車に追突し、カーターが死亡。シュグ・ナイトはひき逃げ死亡事故の重要参考人としてとなりその後、殺人容疑で逮捕。ひき逃げ、殺人、殺人未遂容疑で起訴された。
2018年10月4日、ロサンゼルスの裁判所で禁固28年の実刑判決を受けた。

## 逸話
- 1992年当時N.W.A.でメインプロデューサーを務めるも金銭トラブルでイージー・Eと対立していたドクター・ドレーからレーベル脱退への協力を依頼されたシュグ・ナイトは、鉄パイプや金属バットをもった集団を引き連れてイージー・Eと交渉し、脅迫まがいな形で契約を解除させた。
- ヴァニラ・アイスのヒット曲「Ice Ice Baby」の権利は力ずくでシュグ・ナイトに奪われたとも言われている。